# Warsahan-Kloster
Koordinaten: 40° 20′ 0″ N, 40° 7′ 0″ O

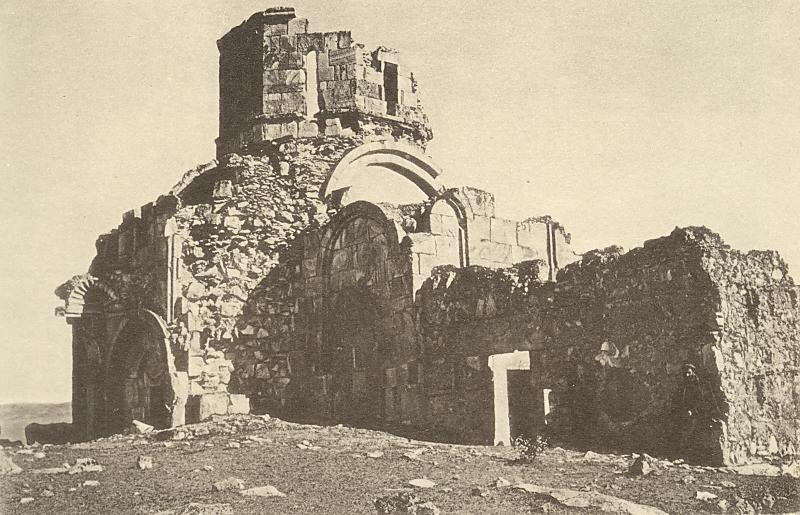
Warsahan-Kloster 1911

Warsahan (armenisch Վարզահան, nach anderer Umschrift Varzahan, türkisch Uğrak Kiliseleri oder Varzahan Kiliseleri) war ein im 12. Jahrhundert gegründetes armenisches Kloster nahe dem Dorf Uğrak (vor der Umbenennung Varzahan), 10 km nordwestlich von Bayburt in der Schwarzmeerregion der Türkei. Das Kloster wurde zwischen den 1920er bis Mitte der 1950er Jahre schrittweise zerstört.

## Geschichte
Das Kloster befindet sich in einer Warsahan genannten Siedlung in der Provinz Oberarmenien des historischen Armeniens. Warsahan war eine große armenische Siedlung nordwestlich der Stadt Baberd (heute Bayburt) innerhalb des nördlichsten Distrikts Sper von Oberarmenien.

Der Assyriologe Austen Henry Layard beschrieb den Ort im Jahre 1849 im Zuge einer Reise von Trapezunt nach Mossul: 

„The only place of any interest, passed during our ride, was a small Armenian village, the remains of a larger, with the ruins of three early Christian churches, or Baptisteries.“

## Galerie

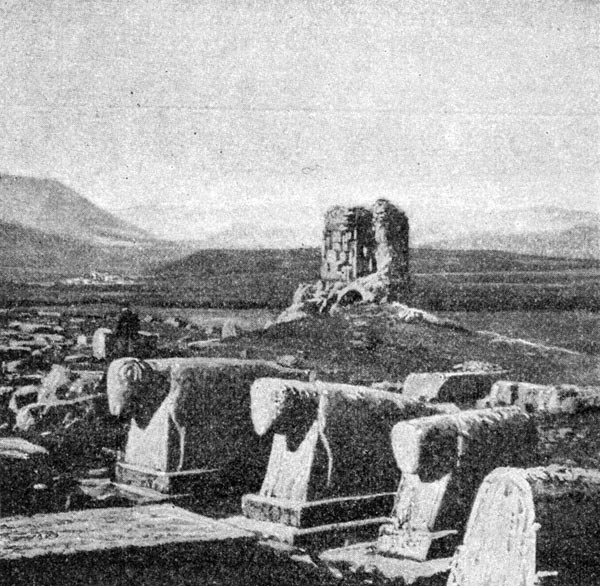
Lynchs Fotografie des Friedhofs von 1898.
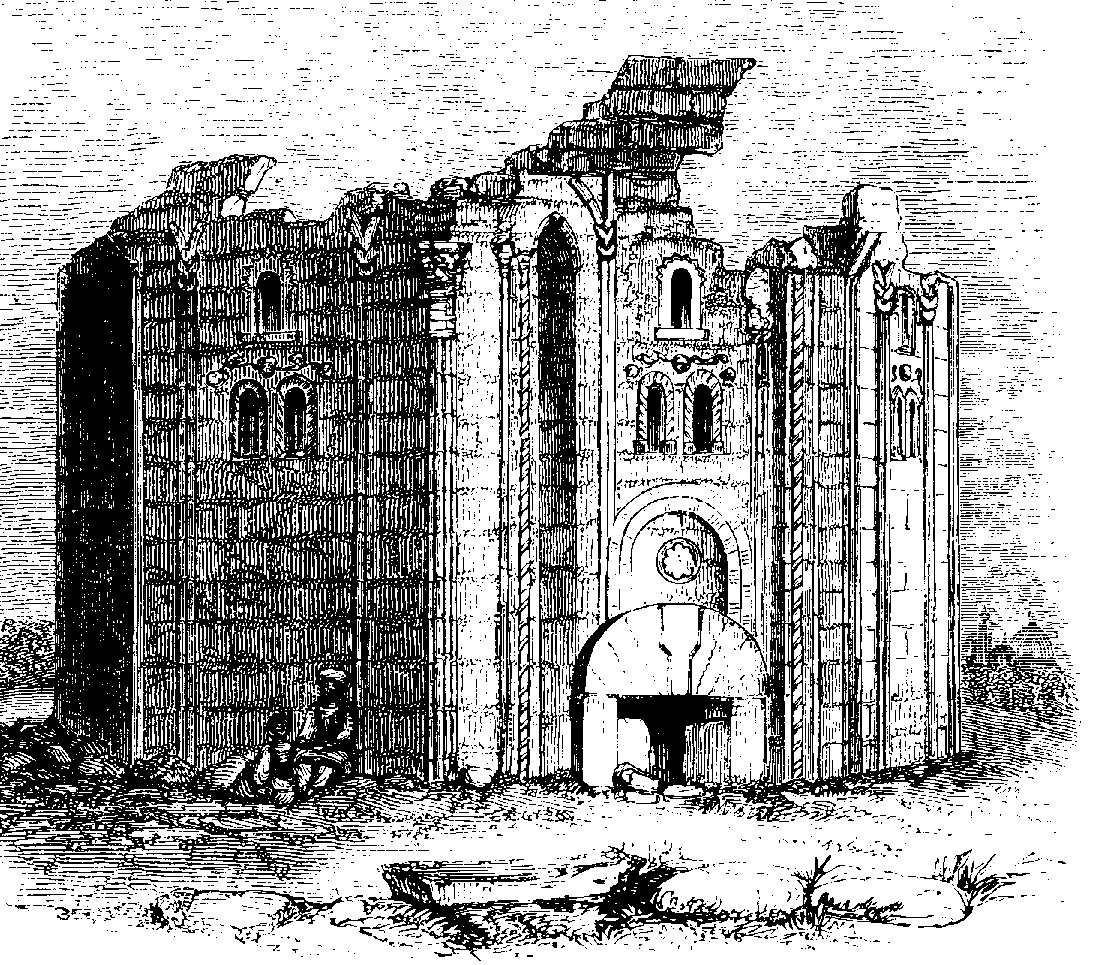
Idealisierte Zeichnung der oktogonalen Kirche von Layard